# 华明
华明（1973年—），江苏武进人，汉族，中华人民共和国政治人物、第十二届全国人民代表大会解放军代表。
毕业于海军潜艇学院常规潜艇技术指挥专业。加入中国共产党。2013年，担任全国人大代表。